# Demòcrates de Catalunya
|  | No s'ha de confondre amb Partit Demòcrata Català. |

Demòcrates de Catalunya (DC) és un partit polític català creat l'any 2015 d'ideologia democristiana i independentista amb l'origen de la "Unió" de 1931. Els seus principals impulsors són Antoni Castellà, Núria de Gispert i Joan Rigol. El partit fou formalment constituït el 7 de novembre del 2015, coincidint amb el 84è aniversari d'Unió Democràtica de Catalunya, partit del qual, els fundadors de Demòcrates de Catalunya se senten hereus.

## Creació del partit
La majoria dels membres de Demòcrates de Catalunya formaven part d'Unió Democràtica de Catalunya fins al final del mes de juny del 2015. L'inici d'un conflicte d'orde ideològic al si d'Unió Democràtica de Catalunya va començar arran de la celebració d'una consulta interna de la militància sobre el "full de ruta a seguir en el Procés Sobiranista de Catalunya".
En la reunió del comitè de govern del partit, del dia 2 de juny del 2015, la majoria de membres van ratificar l'organització d'una consulta el 14 de juny del 2015. La pregunta aprovada per la direcció d'Unió Democràtica va ser la següent: "Voleu que Unió Democràtica de Catalunya continuï el seu compromís amb el procés des del catalanisme integrador i d'acord amb els següents criteris? Aquests sis criteris són: sobirania, democràcia, diàleg, seguretat jurídica, Europa i cohesió. A la pràctica, això vol dir que Unió condicionarà el seu suport al fet que no es limiti l'aspiració de plena sobirania per a Catalunya; que totes les decisions es prenguin per majoria; que el procés es gestioni des del diàleg amb el govern espanyol; que no hi hagi declaració unilateral ni procés constituent al marge de la llei; que es descartin escenaris fora de la UE i que es garanteixi la cohesió social."
Dels 28 membres de la direcció nacional amb dret de vot presents en el comitè de govern, 17 van votar a favor del text proposat, 9 en contra i una abstenció.
El sector oficial del partit amb el secretari general del partit, Ramon Espadaler, al capdavant va fer campanya a favor de la proposta mentre que el sector clarament independentista liderat per Antoni Castellà va demanar el vot negatiu.
El 14 de juny del 2015 el sí a la consulta interna va guanyar per un estret marge de vots: el 50,3% i 1351 vots. El no va obtenir el 46,2% amb 1226 vots.
El dilluns 15 de juny del 2015 el comitè de govern va reunir-se durant tres hores per analitzar els resultats de la consulta interna. El partit va decidir, amb 19 vots a favor del sector oficialista i 8 en contra dels independentistes, d'obrir converses amb Convergència Democràtica de Catalunya, i no pas amb Esquerra Republicana de Catalunya, l'Assemblea Nacional Catalana, Òmnium Cultural i l'Associació de Municipis per la Independència, per veure com UDC es podia incorporar al full de ruta amb els sis condicionants aprovats en la consulta del 14 de juny del 2015. Sortint de la reunió els dirigents del sector independentista van anunciar que negociarien pel seu compte amb CDC, ERC, ANC, Òmnium i la resta d'entitats adherides al full de ruta per fer una nova proposta al comitè de govern per integrar-se al full de ruta.
En el consell nacional d'Unió Democràtica de Catalunya posterior a la consulta celebrat el 20 de juny del 2015 la direcció va proposar que el partit concorri sol en les eleccions parlamentàries catalanes previstes pel 27 de setembre del 2015. El 69% dels membres d'aquest òrgan hi van donar suport i el 28% van votar-hi en contra. El mateix dia, Joan Rigol, antic president del Parlament de Catalunya i coordinador del Pacte Nacional pel Dret a Decidir va anunciar públicament que abandonava la seva militància a UDC.
El 25 de juny del 2015 el sector independentista del partit va constituir la plataforma Hereus UDC 1931 amb l'objectiu de donar suport a la llista transversal proposada pel president Artur Mas i d'evitar que els no-independentistes prenguin el control total del partit tot i comptar només amb el suport del 50% de la militància. La roda de premsa de la plataforma va comptar amb la presència de l'expresident del Parlament, Joan Rigol; la presidenta del Parlament, Núria de Gispert, la diputada Mercè Jou i el secretari d'universitats de la Generalitat de Catalunya Antoni Castellà. "La nostra prioritat és donar suport, expressar i representar la meitat de militància; fer pinya en un projecte que impulsa el president Artur Mas per bastir un acord global plebiscitari en defensa del sí" va declarar als periodistes presents en l'acte el portaveu de la plataforma, Toni Castellà. En la conferència de premsa Núria de Gispert va tenir les paraules més dures contra la direcció d'UDC que va acusar de voler dinamitar el procés independentista:" Ara si que l'entenem, i l'entenem per allò que he dit abans, perquè era una estratègia calculada des del 2010, calculada, molt pensada. D'una banda volien trencar amb la federació. D'una altra volien dinamitar el procés. D'una altra, fins i tot m'atreveixo a dir que ni tan sols amb el pacte fiscal hi estaven d'acord, ni amb el dret a decidir, ni amb el 9N, ni amb l'Estat propi." 
El mateix dia, el secretari general d'Unió, Ramon Espadaler, va informar els mitjans de comunicació que la direcció d'UDC havia posat en mans dels serveis jurídics del partit la creació de la plataforma Hereus UDC 1931." Ho fem per respecte a la militància i per respecte a nosaltres mateixos. El que farem és actuar en conseqüència. Farem les tramitacions oportunes que estableixin els estatuts", va indicar Espadaler.
El 28 de juny del 2015 Unió Democràtica de Catalunya va tramitar la baixa com a militant del partit de Núria de Gispert, president del Parlament de Catalunya i líder del sector independentista. En una nota de premsa UDC va informar que la gerència del partit havia rebut un correu electrònic de Núria de Gispert en el qual comunicava que ella i la seva família havien decidit de no pagar més cap obligació econòmica a UDC com a militants i càrrecs electes a partir de l'u de juliol del 2015. El mateix dia De Gispert assegurava en un comunicat que ni ella ni la seva família havien sol·licitat la baixa d'UDC, tot i que admetia haver sol·licitat al partit de no fer cap més aportació mensual com a alt càrrec institucional a UDC i donar els diners a la plataforma Hereus UDC 1931.
L'endemà, el 29 de juny del 2015, el comitè de govern d'Unió es va reunir i va decidir de suspendre de militància i de càrrecs al si del partit vuit dirigents díscols del partit, Núria de Gispert, Antoni Castellà, Assumpció Laïlla, Josep Martorell, Marta Vidal, Mercè Jou, Elena Ribera i Joan Recasens per 16 vots a favor, 10 en contra i 2 abstencions. El motiu esgrimit pel comitè de govern d'UDC era que els crítics havien "manifestat públicament una posició contrària a l'expressada en el consell nacional de concórrer a les eleccions com a Unió i amb el full ruta validat per la militància" segons va explicar el secretari general del comitè de govern d'UDC, Ramon Espadaler en una roda de premsa informativa.
El 8 de juliol del 2015 les executives intercomarcals d'UDC de la ciutat de Barcelona i de l'Ebre i l'executiva comarcal del Berguedà van anunciar la seva dissolució per discrepàncies amb l'orientació política de la direcció nacional. Defensaven el caràcter plebiscitari de les eleccions del 27-S i que Catalunya pugui esdevenir un Estat independent. L'endemà les executives comarcals del Vallès Oriental, del Vallès Occidental i del Garaf també es van dissoldre. El dia 10 de juliol del 2015 es va afegir l'executiva comarcal del Ripollès i l'11 l'executiva comarcal de l'Anoia. La majoria dels membres d'aquestes executives territorials van renunciar a seguir militant a UDC i van decidir d'integrar-se a la plataforma Hereus UDC 1931. A més, el comitè executiu de la Unió de Joves de les comarques de Girona va anunciar la seva dissolució el 13 de juliol del 2015.
El diumenge 12 de juliol del 2015 en un acte organitzat a la sala Barts de Barcelona en el qual van assistir un miler de persones el sector independentista d'Unió Democràtica de Catalunya va convertir-se en un partit polític, Demòcrates de Catalunya.
En una jornada de debat intern del partit celebrada a Sant Cugat del Vallès, el dia 26 de juliol, el seu portaveu nacional, Antoni Castellà va anunciar que en 15 dies més de la meitat dels càrrecs electes d'Unió Democràtica de Catalunya havien adherit a Demòcrates de Catalunya. Castellà reivindicà l'afiliació a DC de 22 alcaldes, de 118 regidors, de 15 consellers comarcals i de 5 consellers municipals. Finalment, en unes declaracions a Vilaweb del 9 d'agost Castellà precisà que el partit tenia 1.600 voluntaris (militants), 23 alcaldes dels 43 que tenia Unió i 118 regidors dels 191 que tenia Unió.
El 7 de novembre de 2015 va celebrar el seu congrés fundacional a Cornellà de Llobregat del qual en sortí una estructura de partit tradicional.
El 29 de novembre de 2015 es va celebrar el congrés fundacional de Joves Demòcrates de Catalunya, a Barcelona on es van crear les joventuts del partit.
Tot i definir-se com a partit democratacristià, en diverses ocasions ha votat en contra dels principis de la democràcia cristiana, com ho son el dret dels pares a escollir l'escola que prefereixen pels seus fills.
El partit ha realitzat diversos actes amb Esquerra Republicana de Catalunya i formà part de la seva candidatura a les eleccions al Parlament de Catalunya de 2017. La candidatura d'Esquerra Republicana obtingué 32 diputats, 2 dels quals foren de Demòcrates, en canvi, a les eleccions al Parlament de Catalunya de 2021 es va presentar amb Junts per Catalunya, i en 20 d'octubre de 2024, Demòcrates de Catalunya es va integrar en Junts per Catalunya.

## Participació en eleccions
El 30 de juliol de 2015, la nova formació social-cristiana anuncià els onze candidats que integrarien la candidatura Junts pel Sí per eleccions al Parlament de Catalunya del 27 de setembre. Per la circumscripció de Barcelona s'hi integraren a la llista els següents candidats: Antoni Castellà, Titon Laïlla, Mercè Jou, Daniel Serrano, Raimon Carrasco, fill de Manuel Carrasco i Formiguera, Joan Rigol i Núria de Gispert. Per la circumscripció de Girona Elena Ribera i Miquel Rovira. Per la circumscripció de Tarragona i Terres de l'Ebre Carles Prats i Roger Pedret. Va sortir electe l'actual president de la Comissió d'economia i hisenda del parlament, Antoni Castellà, i posteriorment, després d'algunes renúncies, van entrar els diputats, Carles Prats, i Assumpció Laïlla
Va concórrer a les eleccions generals espanyoles de 2015 en coalició amb Convergència Democràtica i Reagrupament amb Democràcia i Llibertat. On va aconseguir un senador, Jordi Souto, i una congressista, Elena Ribera.
Va ser un dels partits que va impulsar el referèndum sobre la independència de Catalunya de l'1 d'octubre, fent campanya a favor del sí. Hi va participar a través dels diversos interventors arreu del país durant la jornada electoral.
En les eleccions al Parlament de Catalunya del 2017 hi va cóncorrer dins de la coalició amb ERC (ERC-CatSí) sortint escollit Antoni Castellà com a diputat i, posteriorment, Assumpció Laïlla.
En les eleccions municipals del 2019, Demòcrates dona suport a les primàries obertes independentistes (Primàries Catalunya) que se celebren en diversos municipis de Catalunya impulsades per l'Assemblea Nacional Catalana i ideades per Jordi Graupera i Garcia-Milà.
El 29 de desembre de 2020 va anunciar un acord amb Junts per Catalunya, a través del qual els seus candidats s'incorporaven a la llista de Junts de les eleccions al Parlament de Catalunya de 2021. Assumpció Laïlla serà la número 16 per Barcelona i Antoni Castellà en serà el 25.

## Confluència amb Junts
El 20 d'octubre de 2024, Demòcrates de Catalunya i Moviment Demòcrata Català es van integrar en Junts per Catalunya. Amb l'acord, Junts derivarà la seva activitat cap a la Fundació Demòcrates de Catalunya (FunDem).